# يوريت هندريكس
جوريت هندريكس (بالهولندية: Jorrit Hendrix؛ 6 فبراير 1995) لاعب كرة قدم هولندي في مركز الوسط الدفاعي مع نادي فاينورد الهولندي على سبيل الإعارة من سبارتاك موسكو الروسي.
شارك مع منتخب هولندا تحت 17 سنة لكرة القدم ومنتخب هولندا تحت 19 سنة لكرة القدم ومنتخب هولندا تحت 21 سنة لكرة القدم. أما مع النوادي، فقد لعب مع نادي آيندهوفن وJong PSV ‏.

## وصلات خارجية
- يوريت هندريكس على موقع قاعدة بيانات كرة القدم.إي يو (الإنجليزية)
- يوريت هندريكس على موقع ناشيونال فوتبول تيمز (الإنجليزية)
- يوريت هندريكس على موقع Soccerway.com (الإنجليزية)
- يوريت هندريكس على موقع عالم كرة القدم.نت (الإنجليزية)
- يوريت هندريكس على موقع AS.com (الإسبانية)